# La Manzana de Santa Cruz
La Manzana de Santa Cruz är en ort i Mexiko.   Den ligger i kommunen Ocampo och delstaten Michoacán de Ocampo, i den södra delen av landet, 130 km väster om huvudstaden Mexico City. La Manzana de Santa Cruz ligger 2 331 meter över havet och antalet invånare är 580.
Terrängen runt La Manzana de Santa Cruz är lite bergig. Runt La Manzana de Santa Cruz är det tätbefolkat, med 319 invånare per kvadratkilometer. Närmaste större samhälle är Heróica Zitácuaro, 11,7 km söder om La Manzana de Santa Cruz. Omgivningarna runt La Manzana de Santa Cruz är en mosaik av jordbruksmark och naturlig växtlighet.